# Амбарная моль
Амба́рная моль, или хле́бная моль (Nemapogon granella), — вид настоящих молей. Вредитель зерна различных культур.

## Описание

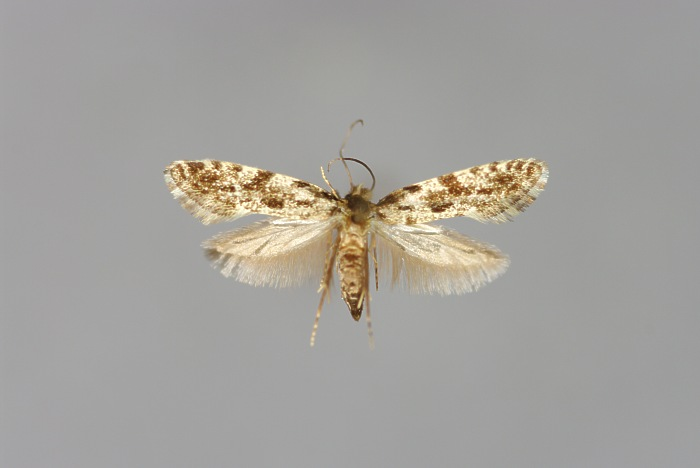

Мелкая бабочка с серебристыми крыльями, покрытыми бурыми и коричневыми пятнами. Размах крыльев самца 9—12 мм, самки 12,5—15,5 мм. Передние крылья беловатые либо серебристо-серые, покрыты буроватыми и тёмно-бурыми, коричневыми пятнами, точками и короткими линиями. Задние крылья серовато-бурого цвета, с длиной бахромой. Нижняя сторона крыльев коричнево-серого цвета с жирным блеском.

## Ареал и местообитания
По происхождению является лесным видом, ставшим синантропом и перешедшим к обитанию в хранилищах и повреждению пищевых запасов. Однако вид не потерял связи с лесом. В природе встречается в древесных грибах и гнилой древесине.
Широко распространённый в мире вид. Распространён в южных районах Европейской части России, юге Сибири и южных странах бывшего СССР. Карантинный объект для Венгрии и Монголии.

## Биология
Время лёта в мае. На юге ареала может быть второе поколение. Бабочки активны по ночам. Продолжительность жизни бабочек составляет 5—11 суток. После спаривания самки откладывают яйца по 1—2 на зерно. Плодовитость одной самки составляет до 160 яиц. Продолжительность развития яиц 10—14 дней. Сначала гусеницы выедают зёрна внутри, а затем объедают зёрна снаружи. Гусеницы питаются, переходя с одного зерна на другое зерно, которые они связывают шелковинами. Зимуют гусеницы последнего возраста в коконе.
Кроме зерна гусеницы могут питаться разнообразными продуктами растительного происхождения: семенной материал, бобовые и продукты их переработки, орехи, сушёные грибы, фрукты и овощи. Известны случаи повреждения музейных образцов плодовых тел грибов. Интересен факт, что гусеницы амбарной моли могут развиваться на ядовитой спорынье.

## Вредоносность
Вид не наносит большого вреда в складах с зерном, хотя и встречается в них относительно часто. При массовом развитии может представлять большую опасность хранящемуся зерну.
На продуктовых складах может портить сухие кондитерские изделия (печенье, шоколадные конфеты). Может вредить на винных производствах, где гусеницы делают ходы в винных пробках, способствуя выходу газов, а иногда и утечке вина.